# Billund Lufthavn
Billund Airport, tidligere Billund Lufthavn (IATA: BLL, ICAO: EKBI), er Vestdanmarks internationale lufthavn beliggende i Billund. Den er Danmarks næststørste lufthavn efter Københavns Lufthavn.
Billund Lufthavn har et samlet antal af beskæftigede på omkring 1.600-1.700. Heraf er ca. 800 lufthavnens egne medarbejdere og ca. 800-900 ansatte i de øvrige firmaer i lufthavnen.

## Historie
Billunds lufthavn (Billund Airport) blev anlagt i 1961, da Lego-direktør Godtfred Kirk Christiansen etablerede 800 meter lang privat landingsbane og flyhangar nord for LEGO-fabrikken i Billund. Med Godtfred Kirk Christiansen som en afgørende drivkraft blev flere nabokommuner indlemmet i ejerkredsen og lufthavnen planlagt udvidet til en regulær offentlig lufthavn.
Anlægsarbejdet til den nye lufthavn blev udført i løbet af 1964, og lufthavnen åbnede den 1. november med en start- og landingsbane på 1660 m længde og 45 m bredde, en lille platform, hvor flyene kunne ekspederes, og et kontroltårn til flyvelederen. Hans Erik Christensen, tidligere chefpilot ved Lego blev direktør, og passagererne blev ekspederet i LEGOs hangar, indtil den første terminalbygning stod færdig i foråret 1966. Lufthavnen blev de kommende år løbende udvidet med nye faciliteter, terminalbygninger, lounge, tax-free område og hangarer hvor L. C. Johannsens tegnestue ofte deltog som arkitekt (i dag Johannsen Arkitekter), mens andre arbejder udførtes af lufthavnens egen tegnestue.
I 1997 afholdtes en arkitektkonkurrence om en helt ny 40.000 m² passagerterminal, designet til at ekspedere 3,5 millioner passagerer om året, nord for den oprindelige terminal. KHR Arkitekter vandt opdraget og gennemførte opførelsen bl.a. i samarbejde med COWI, og i slutningen af maj 2002 blev den nye passagerterminal taget i brug, som første fase af den fremtidige udbygning, der er planlagt til at finde sted nord for start- og landingsbanen, idet fragtflyvning, forretnings- og privatflyvning dog fortsat skal ekspederes i hidtidige bygninger og anlæg syd for banen. I forbindelse med denne udbygning, den største siden lufthavnens start, er lufthavnen med virkning fra 1. januar 1997 omdannet til et aktieselskab, Billund Lufthavn A/S, med de tidligere andelshavere Vejle Amt og kommunerne Vejle, Kolding, Grindsted, Billund, og Give, som aktionærer.
I 2008 blev hele landingsbanen renoveret og asfalteret, og der blev anlagt en ny rullevej med kaldenavnet "Mike". Dette kæmpe arbejde varede kun 14 timer. Banen blev lukket om natten mellem kl. 23.00 og 06.00. Dette skulle dog ikke forhindre et Boeing 737-800 fra Ryanair i at lande i den ene ende af banen, imens der blev arbejdet i den anden ende. Samme år blev også et rekordår for lufthavnen. 2.546.856 passagerer gik igennem terminalerne, hvilket var en stigning på 12,7 procent i forhold til 2007.
Fra medio 2009 blev lufthavnen betjent af 9 selskaber der fløj fast rutetrafik, hvoraf KLM havde den største rute med over 200.000 årlige passagerer til Amsterdam Airport Schiphol. I 2011 annoncerede Ryanair, at Billund Lufthavn med virkning fra 25. marts 2012 skulle være base for to Boeing 737 fly. I samme ombæring blev fem nye ruter offentliggjort, så Ryanair fra sommeren 2012 vil flyve til 19 destinationer.
Den 4. april 2023 åbnede Austrian Airlines deres direkte rute til Wien fra Billund Lufthavn. Med den nye ruteåbning fra Austrian Airlines er der nu direkte fly til alle 5 af Lufthansa Groups netværkslufthavne i Billund Lufthavn.
Fra den 1. januar 2007 er ejerkredsen: Vejle Kommune (34,3%), Kolding Kommune (25,9%), Billund Kommune (15%), Horsens Kommune (10,7%), Fredericia Kommune (6,9%), Hedensted Kommune (6,1%), Ikast-Brande Kommune (1,0%) og Billund Airport (0,1%) (egne aktier).

## Statistikker

### Trafikstatistik[4]
| År   | Passagerer | Fragt (tons) | Starter og landinger |
| ---- | ---------- | ------------ | -------------------- |
| 1965 | 46.200     | 996          | 4.600                |
| 1970 | 320.200    | 2.478        | 55.200               |
| 1975 | 582.600    | 2.700        | 54.400               |
| 1980 | 661.900    | 3.489        | 47.500               |
| 1985 | 733.700    | 5.755        | 50.700               |
| 1990 | 984.391    | 13.804       | 72.841               |
| 1995 | 1.574.023  | 30.086       | 65.092               |
| 2000 | 1.841.030  | 39.500       | 51.922               |
| 2005 | 1.980.470  | 52.103       | 53.671               |
| 2010 | 2.574.340  | 61.568       | 51.520               |
| 2015 | 2.909.231  | 63.023       | 49.904               |
| 2020 | 929.082    | 67.149       | 31.248               |
| 2023 | 3.979.320  | 76.363       | 48.627               |

## Selskaber og destinationer

### Ruteflyvning
Lufthavnens ruter i December 2021.
| Flyselskaber                  | Destinationer |
| ----------------------------- | --- |
| Air France Hop                | Paris–Charles de Gaulle |
| airBaltic                     | Riga |
| Atlantic Airways              | Vágar Seasonal charter: Fuerteventura, Innsbruck |
| British Airways               | London–City, London–Heathrow, Manchester |
| Bulgaria Air                  | Seasonal charter: Burgas |
| Corendon Airlines             | Seasonal: Antalya, Bodrum , Chania , Gazipaşa, Heraklion, Kos, Palma de Mallorca, Rhodes |
| DAT                           | Seasonal: Bornholm |
| Icelandair                    | Seasonal: Reykjavik–Keflavík |
| KLM                           | Amsterdam |
| LOT Polish Airlines           | Warsaw–Chopin |
| Lufthansa                     | Frankfurt, München |
| Norwegian Air Shuttle         | Oslo Seasonal: Bergen, Stavanger |
| Novair                        | Seasonal charter: Chania, Gran Canaria, Hurghada, Rhodes |
| Pegasus Airlines              | Seasonal: Antalya |
| Ryanair                       | Alicante, Barcelona, Bergamo, Bologna, Budapest, Charleroi, Dublin, Edinburgh, Gdańsk, Gothenburg, Kraków, Lissabon, London–Stansted, Málaga, Malta, Manchester, Memmingen, Poznań, Prague, Rome–Fiumicino, Seville, Sibiu, Tallinn, Treviso, Vienna, Vilnius, Wrocław Seasonal: Bari , Chania, Ibiza, Madrid , Palma de Mallorca, Pisa, Porto , Trapani , Turin |
| Scandinavian Airlines         | Copenhagen, Oslo, Stockholm–Arlanda Seasonal charter: Fuerteventura, Gran Canaria, Tenerife–South |
| SunClass Airlines             | Seasonal charter: Antalya, Chania, Gran Canaria, Heraklion, Larnaca, Palma de Mallorca, Rhodes, Tenerife–South |
| SunExpress                    | Seasonal: Antalya |
| Swiss International Air Lines | Seasonal: Zurich |
| Turkish Airlines              | Istanbul Seasonal: Gazipaşa |
| Vueling                       | Gran Canaria, Paris–Orly Seasonal: Barcelona, Málaga, Palma de Mallorca |
| Widerøe                       | Bergen |
| Wizz Air                      | Belgrade, Cluj-Napoca, Gdańsk, Iași, Kraków, Kyiv–Zhuliany, Larnaca, Lviv, Sarajevo, Skopje, Tirana (begins 3 March 2022), Tuzla, Vienna, Vilnius |

### Charter
Udover fast ruteflyvning, er der også en væsentlig chartertrafik fra Billund.
| Flyselskaber            | Destinationer |
| ----------------------- | --- |
| Bulgaria Air            | Burgas |
| Corendon Dutch Airlines | Rimini |
| Finnair                 | Helsinki |
| Jetairfly               | St. Croix |
| Jet Time                | Alghero, Gran Canaria, Ibiza, Lanzarote, Sal, Taba, Tenerife-Syd                                                                                              |
| Malmö Aviation          | Odense, Rom-Fiumicino |
|                         | |
| SATA International      | Funchal |
| SmartLynx Airlines      | Hurghada |
| Scandinavian Airlines   | Antalya, Burgas, Chania, Dalaman, Enfidha, Fuerteventura, Gazipaşa, Gran Canaria, Palma de Mallorca, Rhodos, Sharm el-Sheikh                                  |
| SunClass Airlines       | Antalya, Cancún, Chania, Colombo, Fuerteventura, Hurghada, Kos, Lanzarote, Gran Canaria, Palma de Mallorca, Punta Cana, Rhodos, Sharm el-Sheikh, Tenerife-Syd |
| TUIfly Nordic           | Phuket |